# Sant Esteve de Canyamars
Sant Esteve de Canyamars és l'església parroquial de Canyamars, municipi de Dosrius (Maresme), inclosa en l'Inventari del Patrimoni Arquitectònic Català.

## Descripció
L'església parroquial de Sant Esteve de Canyamars és un edifici senzill. Està coronat per un característic campanar d'espadanya amb quatre finestrals allargats. A la mateixa façana hi ha la porta d'entrada, amb llinda i timpà d'arc de mig punt al damunt, amb relleus esculpits, i un òcul rodó. L'absis és poligonal i les finestres que il·luminen l'interior són esbiaixades.
Els murs són de pedra, amb aparell irregular excepte als angles i les obertures, que són fetes amb aparell gran i ben tallat.
El timpà presenta un arc de mig punt, d'onze dovelles, i un fons de carreus. On descansa l'arc, hi ha petits motius esculturats. Són dues cares amb ulls aparentment tancats i emmarcades en cercle en una petita motllura. És curiós d'observar que el tipus de pedra utilitzada per esculpir aquestes dues cares és diferent a la utilitzada per fer la resta del portal, que és de granit. El timpà se situa damunt el portal, d'un estil que sintetitza el prototipus gòtic tardà, abundant al Maresme. La llinda recta està decorada amb feixos de columnetes. L'estat de conservació és notable.

## Història
L'església és esmentada des del 1334. L'edific, senzill i de petites dimensions fou ampliat al segle xvi. Fou sufragània de la parròquia de Dosrius del segle xiv al XVIII.
El 1936 fou destruït el retaule i altres peces valuoses del segle xvi.
Generalment els detalls escultòrics eren realitzats per picapedrers agremiats.